# 黄月容墓
黄月容墓，位于中国广东省揭阳市黄岐山，为揭阳市的一个市、县级文物保护单位，类型为古墓葬，公布时间为1996年。
黄月容墓的历史年代为明代。